# Lilian Silburn
Lilian Silburn (Paris, 1908 - Le Vésinet, 1993) est une indianiste française, directrice de recherches au CNRS, spécialiste du shivaïsme du Cachemire, du tantrisme et du bouddhisme. Elle est l'auteur de plusieurs ouvrages importants (édition de texte, traduction et commentaires) dans ces domaines. Ce fut également une grande mystique.

## Biographie

### Formation
Philosophe de formation (elle a été l'élève de Gaston Bachelard), elle étudie le sanskrit et la pensée indienne auprès de Sylvain Lévi et Paul Masson-Oursel. Elle entre au CNRS durant la Deuxième Guerre mondiale et y fera toute sa carrière. Elle travaillera et publiera avec Louis Renou, lequel a été son directeur de thèse pour la thèse d’État qu'elle soutient en 1949 et qui s'intitule Instant et cause : Le discontinu dans la pensée philosophique de l'Inde.

### Le shivaïsme du Cachemire
Elle part en Inde en 1949, où elle restera pendant cinq ans pour s'imprégner de la tradition vivante des écoles shivaïtes du Cachemire. Loin de rester dans une pure approche universitaire, elle s'initiera aux pratiques du shivaïsme du Cachemire auprès des derniers grands maîtres de ce courant, dont le swâmi Lakshmanjoo, qui fut le dernier représentant de la tradition du Trika, telle qu'exposée par le grand maître que fut Abhinavagupta (~950 - ~1020). Lilian Silburn a séjourné à plusieurs reprises à proximité de son ashram entre 1950 et 1960 afin d'étudier avec lui. Cependant, elle ne trouve pas en lui le guru qu'elle cherchait en Inde. Elle écrit à ce propos : « Au Kashmir, Lakshman Brahmacârin m'a aidée à expliquer quelques problèmes difficiles de la philosophie Trika. C'est un bon érudit ainsi qu'un yogin. J'ai essayé prânâyâma sous son contrôle et j'ai réussi à produire chaleur et lumières brillantes qui n'ont jamais disparu depuis. Mais il n'était pas un guru car il lui manquait le pouvoir de donner shanti (paix) et samâdhi (accomplissement). »
Selon André Padoux[Où ?], avec qui elle a travaillé, « accédant dès lors à une interprétation traditionnelle de cette pensée et à la façon dont on pouvait la comprendre et la vivre de l’intérieur, elle voulut la faire connaître en Occident par ses principaux textes. Elle faisait pour cela œuvre de sanskritiste, mais sans privilégier la philologie, car elle tenait avant tout à faire apparaître l'intérêt philosophique et, plus encore, la signification spirituelle et la portée mystique des œuvres qu'elle présentait ».

## Œuvre
Lilian Silburn consacrera l'essentiel de sa carrière au shivaïsme du Cachemire et à sa pensée non-dualiste, et traduira plusieurs textes majeurs de ce courant qui était alors peu connu (neuf volumes de traductions annotées et d'études paraissent entre 1957 et 1990).
Plusieurs de ses ouvrages sont devenus des références, en particulier sa thèse d'État, Instant et cause, qui est une œuvre majeure de l'indianisme français, ainsi que Aux sources du bouddhisme, anthologie — dont elle assuré la direction — de textes du bouddhisme et des doctrines de ce courant (auquel elle s'est aussi beaucoup intéressée). L'ouvrage est qualifié d'« excellent » par Bernard Faure, et il reste une référence dans le domaine.

## Publications

### Études
- Lilian Silburn, Instant et cause : le discontinu dans la pensée philosophique de l'Inde, Paris, De Boccard, 1989 (1re éd. 1955), 439 p. (ISBN 2-701-80045-5, BNF 34997979)
- Lilian Silburn, La Kuṇḍalinī ou l'Énergie des profondeurs : Étude d'ensemble d'après les textes du Śivaïsme non dualiste du Kaśmir, Paris, Les Deux Océans, 1983 (réimpr. 2020, avec une préface de Colette Poggi  (ISBN 978-2-866-81235-5)), 266 p. (ISBN 978-2-866-81006-1, BNF 34758911, lire en ligne)

### Traductions avec commentaires
- Lilian Silburn, Le Paramārthasāra de Abhinavagupta, De Boccard, coll. « Publications de l'Institut de civilisation indienne », 1979 (1re éd. 1957), 110 p. (BNF 34636132)
- Vasugupta (trad. Lilian Silburn), Śivasūtra, De Boccard, coll. « Publications de l'Institut de civilisation indienne », 1980 (BNF 34655822)
- Aitareya Upaniṣad (trad. du sanskrit par Lilian Silburn), Paris, Librairie d'Amérique et d'Orient, 1984 (1re éd. 1950) (ISBN 2-7200-0970-9, BNF 37358577)
- Abhinavagupta (trad. Lilian Silburn), Hymnes, De Boccard, coll. « Publications de l'Institut de civilisation indienne », 1986 (1re éd. 1970) (BNF 37358654, présentation en ligne)
- Vasugupta (trad. du sanskrit par Lilian Silburn), Spandakārikā et gloses de Bhaṭṭa Kallaṭa, Kṣemarāja, Utpalācārya. Śivadṛṣṭi, Paris, De Boccard, coll. « Publications de l'Institut de civilisation indienne », 1990 (1re éd. 1959), 218 p. (ISBN 2-7018-0056-0, BNF 35287168)
- Maheśvarānanda (trad. Lilian Silburn), La Mahārthamañjarī de Maheśvarānanda ; avec des extraits du Parimala, De Boccard, coll. « Publications de l'Institut de civilisation indienne », 1995 (1re éd. 1968) (ISBN 2-86803-029-7, BNF 36152761)
- Lilian Silburn (trad. du sanskrit), Hymnes aux kālī. La roue des énergies divines, Paris, De Boccard, coll. « Publications de l'Institut de civilisation indienne », 1995 (1re éd. 1975), 212 p. (ISBN 2-868-03040-8, BNF 37018753, lire en ligne)Réunit : Śrīkālikāstotra de Śivānandanātha, Le Kramastotra, Le Pañcaśatika et Le Kramastotra d'Abhinavagupta. - Version française suivie des textes sanskrits translittérés en IAST.
- Vātūlanātha sūtra : avec le commentaire d'Anantaśaktipāda (trad. du sanskrit par Lilian Silburn), Paris, De Boccard, coll. « Publications de l'Institut de civilisation indienne », 1995, 109 p. (ISBN 2-868-03008-4, BNF 35770041)
- Abhinavagupta (trad. du sanskrit par Lilian Silburn et André Padoux), La lumière sur les tantras : Chapitres 1 à 5 du Tantrāloka avec commentaire de Jayaratha, Paris, De Boccard, coll. « Publications de l'Institut de civilisation indienne », 1998, 316 p. (ISBN 2-86803-066-1, BNF 37067441, lire en ligne)
- Le Vijñāna-Bhairava, De Boccard, coll. « Publications de l'Institut de civilisation indienne », 2000 (1re éd. 1968), 222 p. (ISBN 2-868-03015-7, BNF 37106403)
- Lilian Silburn, La bhakti : étude sur le śivaïsme du Kaśmīr, De Boccard, coll. « Publications de l'Institut de civilisation indienne », 2013 (1re éd. 1964), 162 p. (ISBN 978-2-868-03019-1, BNF 39059653)Contient le poème Stavacintāmaṇi en sanskrit translittéré (IAST) avec trad. française à la suite.

### Direction de publication
- Aux sources du bouddhisme (Textes traduits et présentés sous la direction de Lilian Silburn), Paris, Fayard, 1997 (1re éd. 1977), 538 p. (ISBN 978-2-213-59873-4, BNF 36166124)

Par ailleurs Lilian Silburn assuma la direction de la série Hermès. Recherches sur l'expérience spirituelle, à la mort de Jacques Masui en 1975. Une nouvelle série, issue des numéros précédents avec de nouveaux articles, a paru aux éditions Les Deux Océans, comportant quatre numéros :
- Lilian Silburn (dir.), Les voies de la mystique : ou l'accès au sans accès d'après le shivaïsme du Cachemire, des auteurs chrétiens, soufis et un maître du Tch'an. Avec un hommage à Jacques Masui, Les Deux Océans, coll. « Hermès. Recherches sur l'expérience spirituelle » (no 1), 1981 (réimpr. 1993), 288 p. (OCLC 714958017)
- Lilian Silburn (dir.), Le Vide : Expérience spirituelle en occident et en orient, Les Deux Océans, coll. « Hermès. Recherches sur l'expérience spirituelle » (no 2), 1981 (réimpr. 1989), 336 p. (ISBN 978-2-86681-102-0)
- Lilian Silburn (dir.), Le Maître Spirituel : selon les traditions d'Orient et d'Occident et d'après des témoignages contemporains, Les Deux Océans, coll. « Hermès. Recherches sur l'expérience spirituelle » (no 3), 1983 (réimpr. 2010), 304 p. (ISBN 2-86681-103-8)
- Lilian Silburn (dir.), Tch'an Zen : racines et floraisons, Les Deux Océans, coll. « Hermès. Recherches sur l'expérience spirituelle » (no 4), 1985 (réimpr. 2005), 448 p. (ISBN 978-2-86681-104-4)